# علي بن محمد الكازروني
ظهير الدين علي بن محمد الكازروني 611 ـ 697 هـ (1214 - 1297) عالِم وكاتب عراقي من أصل فارسي في القرن السابع الهجري/ الثالث عشر الميلادي الذي شاهد الغزو المغولي لبغداد (656هـ/1258م).

## سيرته
هو الشيخ ظهير الدين علي بن محمد الكازروني ولد عام 611 هـ/ 1214 م في بغداد في عائلة من أصل فارسي من أهل مدينة كازرون بفارس. توفي بعد أن تجاوز عمره الثمانين سنة، تتلمذ على يد كبار علماء الحديث والفقه واللغة في بغداد، وسمع الحديث من الأمير أبي محمد الحسن بن علي بن المرتضى، وأبي عبد الله محمد بن سعيد الواسطي، وكان أحد أساتذته المؤرخ ابن الدبيثي.

كان عالماً خدم الديوان وكتب خطاً جيداً وكان حاسوبياً فرضياً مؤرخاً شاعراً «فكانت حياته طافحة بالأعمال الثقافية الجليلة النافعة». سجل الحوادث الغزو المغولي لبغداد كلها في كتب تاريخية عدة.
توفي في بغداد عام 1297م/ 697 هـ.

## مؤلفاته
كان له مؤلفات كثيرة أشهرها:
- كتاب المنظومة الأسدية في اللغة
- نظم رسالة أسماء الأسد للصغاني
- تغزلات الكازرونية
- النبراس المضيء في الفقه الشافعي
- كنز الحساب
- السيرة النبوية
- الملاحة في الفلاحة
- روضة الأديب في التاريخ: في سبعة وعشرين جزءاً دوّن فيها مشاهداته ووصف فيها الأبنية والآثار في العراق.
- ذيل على كتاب تاريخ العمران في الدولة العباسية من أولها إلى أيام المستنجد بالله تأليف محمد بن علي بن العمراني.